# Tiroteo de Las Vegas de 2017
El tiroteo de Las Vegas de 2017 fue un tiroteo masivo ocurrido el 1 de octubre de 2017 a las 22:08 h en la ciudad de Las Vegas, en el estado de Nevada (Estados Unidos), durante la celebración del festival de música country Route 91 Harvest. Durante la actuación de cierre del cantante Jason Aldean, un único tirador, Stephen Paddock, disparó contra la multitud desde su habitación en el piso 32.º del hotel Mandalay Bay, ubicado al sureste de la zona donde se realizaba el concierto al aire libre, con un saldo de 59 muertes y 851 heridos.
Ha sido la peor masacre en los Estados Unidos desde los atentados del 11 de septiembre de 2001.
El tirador fue identificado como Stephen Craig Paddock, un estadounidense de 64 años, de profesión contable y residente de Mesquite (Nevada), quien fue encontrado muerto por la policía al ingresar a la habitación del hotel. Es considerado el tiroteo más mortífero en la historia de los Estados Unidos, superior a la masacre de la discoteca Pulse de Orlando, que causó 50 víctimas.
La organización terrorista Estado Islámico se atribuyó el atentado a través de su agencia de noticias Amaq y señaló que Paddock se había convertido al islam recientemente. Aunque según el FBI, no hay pruebas que señalen una conexión del atacante con dicha organización terrorista.

## Detalles del hecho

Paddock disparó un arma desde el piso 32.º del hotel Mandalay Bay hasta Las Vegas Village.

Durante el festival de música country Route 91 Harvest, en la actuación de cierre del cantante Jason Aldean, a las 22:06 h del 1 de octubre de 2017, Stephen Paddock comenzó a disparar desde su habitación ubicada en el piso 32.º del hotel Mandalay Bay a la multitud que asistía al festival, a 360 metros del hotel, a través de South Las Vegas Boulevard. El atacante tuvo que romper dos de los ventanales de su habitación y dispuso dos fusiles semiautomáticos en cada uno de ellos. Muchas personas en la muchedumbre inicialmente confundieron los disparos con el de los fuegos artificiales, los analistas sospecharon que se utilizó un fusil automático. Los disparos continuaron durante diez minutos.
Apenas iniciado el tiroteo, la policía presente en el lugar ya había identificado los estruendos como ráfagas de un arma de largo alcance, y para las 22:13 h ya habían ubicado al tirador en la parte alta del Mandalay Bay. A las 22:24 h, un policía apostado en el piso 31 del hotel ubicó plenamente al tirador en la habitación 135 del piso siguiente y solicitó un comando SWAT.
El operativo duró cincuenta minutos y a las 23:58 h el Departamento de Policía Metropolitana de Las Vegas reportó que el agresor fue encontrado muerto en su habitación, habiéndose disparado justo antes de que la policía entrara. Se encontró una gran cantidad de municiones y 23 armas de fuego, incluyendo fusiles tipo AR-15 y AK-47; dos de los fusiles estaban montados sobre trípodes y estaban equipados con miras telescópicas.

### Víctimas
| País de origen | Muertos | Heridos |
| -------------- | ------- | ------- |
| Estados Unidos | 54      | 516     |
| Canadá         | 4       | 14      |
| Total          | 58      | +530    |

## Autor

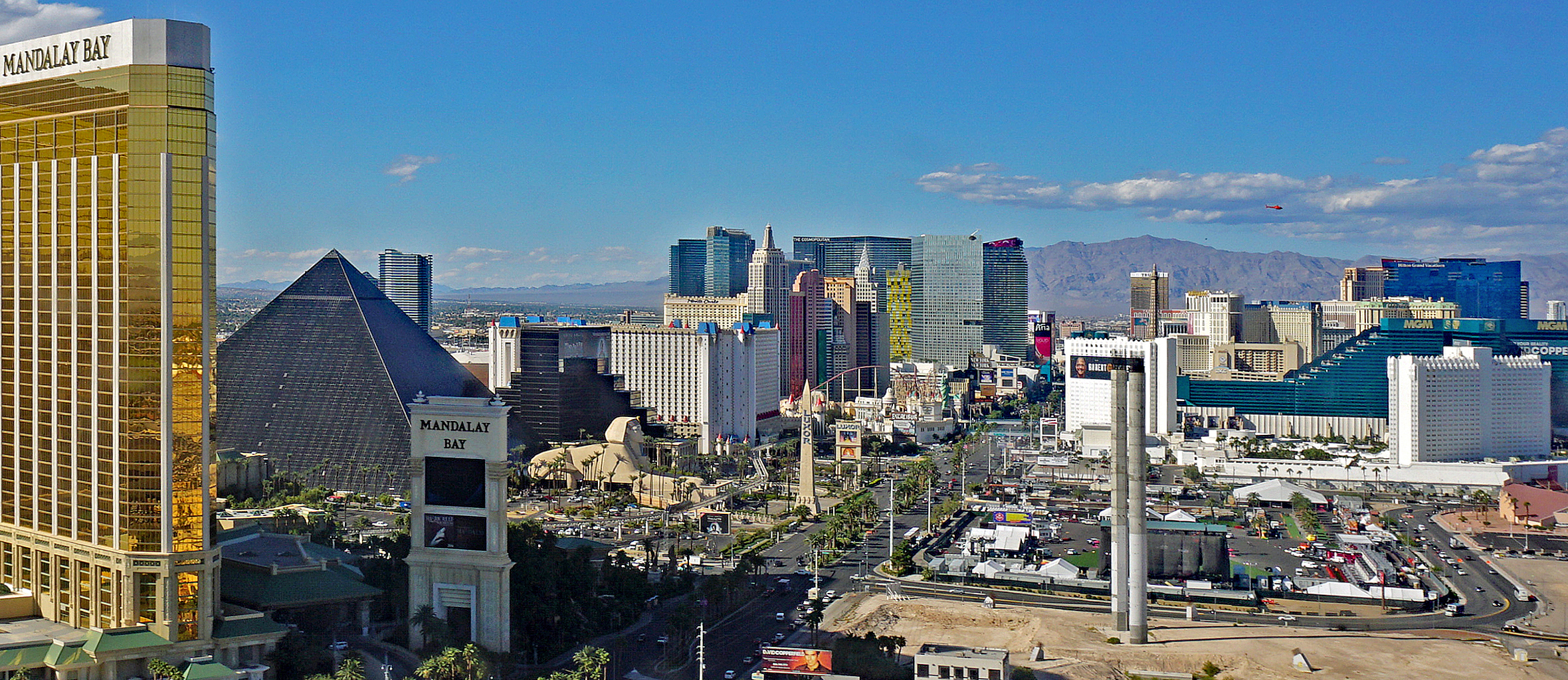
El lugar del tiroteo, Las Vegas Village, se ubica a la derecha, atrás de las dos columnas. El hotel Mandalay Bay es el edificio dorado en el lado izquierdo.

Stephen Craig Paddock, hijo de Benjamin Hoskins Paddock, era un contable retirado residente en Mesquite (Nevada), a poco más de 100 kilómetros de Las Vegas, en una zona residencial para jubilados rodeada de campos de golf y casinos. Era un aficionado al póker, sin el menor antecedente penal ni afiliación política ni religiosa conocidas y había adquirido su arsenal de manera legal. Su hermano menor contó que su padre había sido un ladrón de bancos que estuvo entre los diez más buscados por el FBI, así que los dos crecieron sin apenas conocerle porque estaba constantemente huyendo. Stephen Craig Paddock era divorciado, sin hijos, y actualmente tenía una novia de origen filipino, Marilou Danley, que se encontraba de visita en su país natal al momento de la masacre.
La policía informó que Paddock también había instalado cámaras en los pasillos del hotel para vigilar la presencia de agentes, y que cuando vio que se acercaban, se suicidó; lo cual se considera un fuerte indicio de premeditación. Hallaron numerosas armas en la habitación y en sus residencias, así como nitrato de amonio, que puede emplearse como explosivo, en su automóvil. La venta de armas automáticas está prohibida a particulares, pero personas hábiles y expertas pueden adquirir accesorios que convierten las semiautomáticas en automáticas, como fue este caso. Los disparos duraron entre 9 y 11 minutos, disparándose hasta 12 000 balas, según cálculos de expertos.

## Reacciones
Ante los hechos, las reacciones no se hicieron esperar en todo el mundo.

### En Estados Unidos

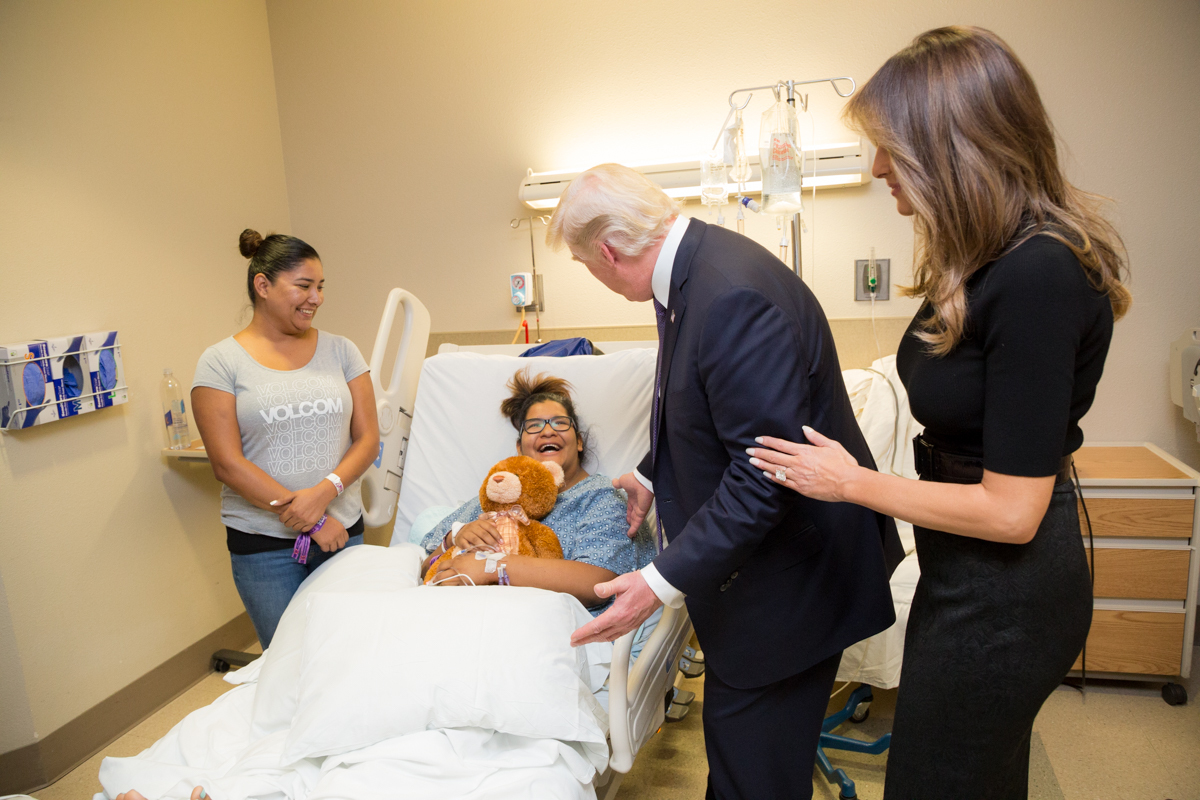
El presidente Donald Trump en un encuentro con una víctima del tiroteo junto a su esposa Melania

Trump condenó el hecho como "un acto de pura maldad" y anunció que el miércoles visitaría esa ciudad para reunirse con los familiares de las víctimas y los policías. "Estamos unidos hoy en nuestra tristeza, conmoción y luto", dijo.
El expresidente Barack Obama (2009-2017) utilizó las redes sociales para mostrar su apoyo a las víctimas de la "tragedia sinsentido" por lo que, junto a su esposa Michelle, estuvo "rezando por las víctimas de Las Vegas".
También la excandidata presidencial Hillary Clinton pidió poner a un lado la política para evitar que se vuelva a repetir una matanza como la de Las Vegas, calificó los hechos como una "matanza a sangre fría" y resaltó la necesidad de "hacer frente a la Asociación Nacional del Rifle" (NRA, por sus siglas en inglés).

### Internacionales

#### América
- Brasil: El Gobierno brasileño deploró y expresó su vehemente "condena" contra el tiroteo, por el que manifestó "consternado su sentimiento de pesar a los familiares de las víctimas y extiende sus votos por la recuperación de los heridos".
- México: El expresidente mexicano, Enrique Peña Nieto, condenó los hechos, aseguró que el consulado de su país está pendiente de apoyar a posibles mexicanos afectados y envió su solidaridad y pensamientos a las víctimas.
- Canadá: El primer ministro canadiense, Justin Trudeau, envió sus condolencias a las víctimas y a la gente de los Estados Unidos.
- Argentina: El país reprobó "enérgicamente" el ataque y transmitió su solidaridad a EE. UU. y sus condolencias a las familias, al tiempo que rechazó "la violencia en todas sus formas".
- Colombia: El expresidente de Colombia, Juan Manuel Santos, condenó lo sucedido y aseguró: "Expreso, en nombre de Colombia, nuestras más sinceras condolencias a EE. UU. tras tiroteo en Las Vegas. Estamos con ustedes".
- Paraguay: Paraguay reiteró "su rechazo a cualquier forma de violencia contra personas inocentes, que atentan contra principios occidentales de convivencia armónica y pacífica".
- Ecuador: El expresidente ecuatoriano, Lenín Moreno, se solidarizó con las víctimas, al tiempo que la Cancillería descartó que se haya confirmado que alguno de sus connacionales se haya visto afectado, por lo que "la red consular está activa".
- Costa Rica: Costa Rica descartó que alguno de sus ciudadanos haya resultado herido o muerto, al tiempo que sus autoridades manifestaron su "rechazo y condena" al atentado.
- Nicaragua: Nicaragua recordó que el lunes 2 de octubre se "celebró un aniversario más del nacimiento del gran Mahatma Gandhi, que pregonó y vivió la no violencia, y promovió un mundo de respeto, armonía y paz", por lo que "conmueve que (...) hayan resultado más de 58 víctimas fatales y más de 500 heridos, en un acto de violencia inaudito".
- Guatemala: El Gobierno de Guatemala, por medio de un comunicado emitido por el Ministerio de Relaciones Exteriores, expresó su “más profunda solidaridad” con el pueblo y Gobierno del país estadounidense. “El gobierno lamenta y condena de manera enérgica el atentado armado ocurrido en Las Vegas”, detalla el documento. Y añade: “El pueblo y Gobierno de Guatemala presentan sus más sentidas condolencias a los familiares de las víctimas por tan lamentable incidente y formula votos por la pronta recuperación de los heridos”.[18]
- Chile: A través de su cuenta de Twitter, la presidenta chilena, Michelle Bachelet se expresó: "Consternada por las muertes de Las Vegas. Mis pensamientos están con las familias de las víctimas y el pueblo de Estados Unidos". El canciller Heraldo Muñoz también entregó sus condolencias a través de la red social: "Condolencias a familiares de al menos 50 víctimas fatales y heridos, y al Gobierno de EE. UU., por masacre en tiroteo en Las Vegas, Nevada".[19]

#### Europa
- Reino Unido: El ministro británico de Exteriores, Boris Johnson, condenó el acto de "violencia indiscriminada" y dijo sentirse "horrorizado", además de expresar su solidaridad. Además, la reina Isabel II y su marido, el difunto duque Felipe de Edimburgo, enviaron una carta al presidente de los Estados Unidos, Donald Trump, para solidarizarse con el país estadounidense tras el ataque terrorista en Las Vegas.
- Rusia: El presidente ruso, Vladímir Putin, envió un telegrama de condolencias a su colega estadounidense, Donald Trump, por el tiroteo ocurrido, que, dijo, "conmociona por su crueldad"
- España: Mariano Rajoy, presidente del gobierno español, remitió un telegrama al presidente de Estados Unidos, Donald Trump, en el que expresó su indignación y condena por el ataque armado perpetrado en Las Vegas.[20]
- Países Bajos: El rey Guillermo Alejandro y la reina Máxima de Holanda hicieron saber nada más conocer que se estaban produciendo los hechos que sus “pensamientos” están “con las víctimas y con todos aquellos que no están seguros del destino de sus seres queridos”.

#### Asia
- Jordania: El rey Abdullah de Jordania también envió un mensaje al presidente Trump para mostrar sus condolencias por las víctimas.
- Baréin: Tanto el rey Hamad bin Isa Al-Khalifa como el príncipe heredero Salman bin Hamad Al-Khalifa, condenado “enérgicamente” el “horrible acto criminal” y deseando una “pronta recuperación” a los heridos.
- República Popular China: El presidente chino, Xi Jinping, envió un mensaje a su homólogo estadounidense, Donald Trump, para transmitirle condolencias por el tiroteo. Además, Xi extendió un mensaje de apoyo "al Gobierno y el pueblo de Estados Unidos", con especial recuerdo a los heridos en el ataque, a los que deseó una rápida recuperación.[21]

#### Oceanía
- Australia: El primer ministro australiano, Malcolm Turnbull, calificó el ataque de "traumático” y sin sentido: "Estamos con ustedes y lloramos con ustedes en este momento difícil. Es un ataque cruel e insensible contra gente inocente en un concierto", dijo Turnbull en una conferencia de defensa marítima en Sídney.

#### Organizaciones internacionales
- Santa Sede: El papa Francisco también lamentó el tiroteo, envió un telegrama al obispo de Las Vegas, Joseph Anthony Pepe; lo calificó de "tragedia sin sentido" y compartió su cercanía a los heridos y a las familias de las víctimas.
- Organización de las Naciones Unidas: El secretario general de la ONU, António Guterres, se declaró "conmocionado" y "alarmado" por el "horrible ataque" y, según dijo su portavoz Farhan Haq, va a escribir una carta de condolencias al Gobierno de EU por los sucesos.
- Unión Europea: La UE condenó el ataque juntamente con los de Edmonton y Marsella ocurridos unas horas antes (noche del 30 de septiembre y mañana 1 de octubre respectivamente) y expresó su solidaridad con los pueblos de los países afectados.[22]